# Stazione Drescher
La stazione Drescher (in tedesco Drescher-Station) era una base antartica estiva mobile tedesca gestita dall'Alfred-Wegener-Institut che prendeva il nome dal continente dal biologo Eberhard Drescher.

## Ubicazione
Localizzata ad una latitudine di 72°50' sud e ad una longitudine di 19°02' ovest, la base si trovava lungo la costa del mare di Weddell, costa della principessa Astrid (Terra della regina Maud).

## Attività
La struttura era composta da container mobili e da iglù ed alloggiava gli scienziati che studiavano il comportamento e la dieta dei pinguini imperatore che vivono nell'area. La struttura ha operato dal 1986 sino alla stagione antartica 2003/04.